# Boris Kupec
Boris Kupec, slovenski politik in magister znanosti , * 14. marec 1958.
Od maja 2016 je direktor Elektra Celje.

## Življenjepis
Magisterij je opravil na FERI Maribor.
Svojo poklicno pot je pričel v Elektru Celje, kjer je ostal vse do danes. V več kot 30 letih je opravljal različne naloge znotraj Elektra Celje, od koordinacije vodenja obratovanja, vzdrževanja in razvoja distribucijskega omrežja, projektiranja elektroenergetskih vodov in naprav, vodenja oddelka za trženje električne energije do direktorskega mesta za tehnično področje.
Boris je tudi dolgoletni prostovoljni gasilec, ter hkrati tudi častni predsednik PGD Sv. Lovrenc pri Preboldu. Društvu je predsedoval 20 let.

## Politika
Na povabilo Mira Cerarja se je priključil Stranki Mira Cerarja in je bil kandidat za poslanca v okraju Žalec II. Ni bil izvoljen v državni zbor.